# Portrait de Léopold Zborowski (Modigliani, 1918)
Portrait de Léopold Zborowski est une peinture à l'huile sur toile de 46 × 27 cm réalisée en 1918 par le peintre italien Amedeo Modigliani. 
Elle fait partie d'une collection parisienne privée. 
Il s'agit d'un portrait de Léopold Zborowski, ami de Modigliani, poète, marchand d'art et sujet de beaucoup des œuvres de l'artiste italien. Dans cette toile, Zborowski apparaît sous un aspect moins formel que dans d'autres, faisant prévaloir son rôle de poète et d'écrivain plutôt que celui de marchand d'art (comme le montre le portrait précédent de 1916).  